# Damaskus (provins)
Provinsen Damaskus (arabiska: محافظة دمشق, Muhafazat Dimashq) är en provins (muhafaza) i sydvästra Syrien. Den utgörs till största delen av landets huvudstad Damaskus, och inkluderar Yarmuk i stadens utkant. Provinsens namn förtydligas ibland som Muhafazat Madinat Dimashq (ung. "Staden Damaskus provins"), för att skilja den från den omgivande landsbygdprovinsen Muhafazat Rif Dimashq.
Provinsen Damaskus beräknades ha omkring 2 103 000 invånare i juli 2021, på en yta av 105 km².
Provinsen Damaskus har, till skillnad från andra provinser, inte en uppdelning i flera manatiq (distrikt) eller nawahi (underdistrikt), utan är så långt en gemensam enhet, medan man sedan skiljer på städerna Damaskus (Madinat Dimashq) och Yarmuk (Madinat Yarmuk). Staden Damaskus delas in i 15 enheter motsvarande kommuner (baladiyyat; sing. baladiyya), vilka i sin tur delas in i ytterligare enheter kallade ahya (sing. hayy), och staden Yarmuk är en enda enhet på kommunnivå (baladiyya), även den med indelning i ett antal ahya.